# ランジャタイもういっちょ
『ランジャタイもういっちょ』（ランジャタイもういっちょ）は、2021年3月19日から2022年1月7日までテレビ朝日運営YouTubeチャンネル「もういっちょTV」で配信されていたバラエティ番組。2022年7月31日に公開終了。

## 概要
「ランジャタイが国民に好かれて賞レース決勝進出を目指す」をコンセプトにランジャタイが様々な企画に挑戦するバラエティ番組。開始当初はバラエティ然とした企画進行が多かったが、TP（高橋総合プロデューサー）に対して2人が台本以上にボケて困らせるという展開が増え、徐々にシュールな展開や編集の回が多く見られるようになった。
番組の配信決定は「金属バットもういっちょ2周年記念オンラインフェス～イチかバチか生配信 お漫も一発～」内で発表された。
番組の初回配信にあわせてオリジナルグッズの販売を開始、2021年9月30日にすべての販売を終了した。グッズの売上は番組制作費に充てられていた。

## 出演

### MC
- 国崎和也（ランジャタイ）
- 伊藤幸司（ランジャタイ）

## スタッフ
- 総合プロデューサー：高橋雄作（TP）
- プロデューサー：加藤花菜
- 構成：青木宏樹
- ディレクター：田中菫、金子友広、坂元優歩

## エピソード
EP5 他人のエピソード打線
1. TPラーメン
2. 叶姉妹
3. あぁしらき
4. あぁしらき
5. あぁしらき
6. マット
7. バベル川崎
8. トンボ兄さん
9. モダンタイムス
10. EP6 暗黒時代のエピソード打線
11. TPラーメン
12. キンタマサッカー
13. オフィス北野
14. NSC クビもクビ
15. 伊藤の一
16. 子役オーディション
17. おいもほったーず
18. 家でライブ
19. TAKANE

EP12&13 ランジャタイ M-1グランプリ2020の敗因100
1.クソすべった 2.一人ひとりの口角が上がっていない 3.一人しか笑っていないのが浮き彫りになった 4.賛否の否が多すぎる 5.ネタより後のトークの方が面白い（TP談） 6.漫才の後半からスベった後のリアクションを期待されている（作家青木談） 7.めっちゃまいてるのがばれた（田中D談） 8.決勝に行って欲しいと思われていない（TP談） 9.華がない（TP談） 10.顔が見えない 11.ツッコんでいない 12.審査員が点数あげようとならない 13.要所要所の加点に入っていない 14.起承転結じゃない 15.髪型がおかしい 16.意味がわからない服 17.衣装が汚い 18.周りは全く悪くない 19.全ては自分のせい 20.なにも考えていない 21.全くお金にならない漫才をする 22.天下を取りたい（伊藤） 23.僕は思っていない（伊藤） 24.決勝でクソスベって終わるのが理想（国崎） 25.感情が壊れている 26.悔しいと思ったことがない 27.悲しいと思ったことがない 28.言うことを聞かない 29.全く反省しない 30.オール巨人師匠のパネルと暮らしている（国崎） 31.他の芸人に「ウケるの早めてくれ」と言っていた 32.素行が悪い 33.よくない 34.他人の邪魔をしていた 35.それしか考えていない 36.スベったエピソードトークをすぐ作る 37.終わった後すぐエピソードトークを作ろうとする 38.今年もダメかと思い始める 39.途中から楽しくなってくる 40.１分くらいで気づく 41.一言目で気づく 42.出るまでめちゃくちゃウケると思っている 43.Mー1用の漫才をしていない 44.去年の漫才と全く同じことをやる 45.良いところも残さない 46.全く学習しない 47.田舎生まれ 48.眉毛が太い 49.顔が田舎臭い 50.無観客ライブでもスベっていた 51.日本で一番つまらない 52.自他共に認めるクソスベリ芸人 53.「クソスベリ漫才師」 54.呆れられている 55.論争を起こすまでもない 56.コントでもない 57.漫才じゃない 58.掛け合いがない 59.うるさい 60.声が大きすぎた 61.妹の方がウケていた（国崎） 62.母親から「最低はお前だ」とLINEが来た（国崎） 63.親が途中でチャンネルを変えた（国崎） 64.つまらないと思われている 65.誰も笑ってない 66.とにかくウケてない 67.時間お守らない 68.台本がない 69.すぐ漫才をどこかでやる 70.変なタイミングでありがとうございましたと言う 71.そもそもがよく分かっていない 72.漫才のことがよくわかっていない 73.後ろの人が見えない 74.背が低い 75.小ちゃい 76.我々にはまだ早かった 77.ザコすぎた 78.友保がどん兵衛を持ち帰るのを手伝ってしまった 79.他人の決勝進出を異常に喜んでいた（国崎） 80.動こうと思えば動けた（国崎） 81.同情を誘った 82.可哀想なフリもした 83.動かないフリもしていた（国崎） 84.体が動かなかった（国崎） 85.そもそも６分ネタだった 86.首がめり込みすぎた（伊藤） 87.開始３０秒でつまんないと思われた 88.つまんないと思われた 89.とにかくスベった 90.ウケると思ってやったらスベった 91.寝るのが遅かった 92.ウケると思っていた 93.期待しすぎた 94.朝早く起きすぎた 95.何の漫才をしているか分かんなかった 96.食べたか食べていないかもわかっていなかった 97.朝ごはんを抜いたかもしれない 98.とにかく笑っていない 99.間違った授業を受けていた（国崎） 100.高校が給食センターになった（国崎）
EP34 封印したボツネタ打線
1. シャチ丸高校野球部
2. モノマネ（ポイズンガールバンド）
3. ケントくんシリーズ
4. 市川團十郎
5. オッス
6. ダルビッシュ
7. チャンペイチョンぺチャイ
8. 告白したら脳みそ見える

EP35 ボツネタ打線9番候補
- 「IMARU」やるときは前日からIMARUのことだけを考えて心から好きな状態で挑むネタ。ネタライブで優勝したこともある。
- 「うちは雷よけサラヘヨ」落雷ネタ。
- 「指揮者になりたい食パン」
- 「キャッチャーワンワン」
- 「お化けホホホイ」ブラックジャック落ちかホホホイ落ちか分岐がある
- 「ビデ美ちゃん」ポイズンさんみが強いネタ
- 「今宵こうちゃんのもみあげが暴れだす」
- 「龍になってクイズ番組に出たい」
- 「ラジオ体操蜂の巣」
- 「バードウォッチング」
- 「イルカ美容室」
- 「牛丼屋」牛丼屋を出禁になる。原因がわからない。朝５時にイルカを持って行く。暴れ回って出禁になる。
- 「セーラームーン」
- 「カツ丼彼女」
- 「ダンク決めろかっぺいくん」
- 「電車地下忍者」
- 「ヘビと結婚」

EP41、42 初恋＆初彼女＆初デート
Q.初恋は？

- 幼稚園の頃会う子会う子全員好きになった（国崎）
- 足速い友達をずっと横で見ていた（国崎）
- モテる友達を見て自分に投影していた（国崎）
- 高校くらいまで女の子と喋ったことがない（伊藤）
- 初恋は音無響子さん　中学生の時　ある日現実にいないことに気づいて号泣（伊藤）
- 一刻館を探したことがある（伊藤）
- 逃げ恥のみくりさんを好きになった（モダンタイムスとしみつさん）
- その前は長澤まさみさんに恋をしていた（としみつさん）

Q.初彼女は？
- 中学2年の時の風船の彼女の話　名前をつけてない　その子が全てだった。電気信号のようなもので会話していた　最後は母親が燃やしていた　母親にビンタされた「しっかりせい」と言われ「キョロしてやる！」と叫んだ。母親を殺人鬼だと思っていた。（国崎）（気持ちの整理がついたことを称える伊藤）
- 五代くんに自分は似てるなと思っている（伊藤）

Q.初デートは？
- めぞん一刻の単行本を持ち歩いてたのが初デート（伊藤）
- 風船を持ち歩いてたのでそれが初デート（国崎）

Q.ロング派ですか？ショート派ですか？
- その子に似合っていればいい
- らんまのあかねちゃんもロングからショートになって可愛いと思った（国崎）（伊藤）

Q.好きなタイプは？
- セーラームーン　レイちゃん　本当は優しいのに火が出せるのが好き（国崎）
- 遊戯王も同じシーンあったから　インスパイアされてたのかな？（伊藤）
- 天使の子生意気のめぐ　高校の携帯の待ち受けにしていた（伊藤）
- もののけ姫のサン（国崎）
- 「ストップひばりくん」のひばりくん（伊藤）

Q.ファンと付き合ったことは？
- 付き合って嬉しくてキングサイズのベッドを買ったら家に入らなくて無理やり入れたら　冷蔵庫などをベランダに出した　ともしげさんの話（国崎）
- コンドームを買いに靴を履かずに外に出た　ともしげさんの話（国崎）

Q.一番可愛いと思う女芸人
- （そんな風には全く考えられないという二人）
- 恋が圧倒的に少ない（国崎）

Q.結婚願望は？
- いろんな既婚芸人が絶対しないほうがいいと言うから警戒している（国崎）

## 放送リスト
| 回 | 放送日        | タイトル                                                                                                 | 放送内容 | 分数  | 撮影場所                   |
| -- | ------------- | --- | --- | ----- | -------------------------- |
| 1  | 2021年3月19日 | ランジャタイ 冠番組始動もトラブル発生                                                                    | テレ朝前より。「必ずみなさんに笑いを届けたい」国崎がカメラを見つけられず何かを指差し続けて終わる。 | 11:30 | テレ朝外                   |
| 2  | 3月22日       | 【M-1決勝】ランジャタイもういっちょ コンセプト発表【国民に好かれる】                                     | 「国民サイテー」発言で日本国民から嫌われてしまったランジャタイが国民に好かれて賞レース決勝進出するために様々な特訓企画を行う。 | 6:39  | テレ朝外                   |
| 3  | 3月26日       | ランジャタイ スタッフに不満で収録中断                                                                    | 「ランジャタイのエピソードで打線を組んでソフトバンクの５連覇を阻止する」と始まるが、国崎がホワイトボードなどの配置にこだわり続け、それだけで終わってしまう。 | 9:21  | 会議室                     |
| 4  | 4月1日        | ランジャタイ メール読み                                                                                  | 金属バットがランジャタイに扮してメールを読む。（伊藤：友保、国崎：小林） | 5:45  | 会議室                     |
| 5  | 4月2日        | ランジャタイ 他人のエピソードで打線を組む                                                                | 「ランジャタイのエピソードで打線を組んでソフトバンクの５連覇を阻止する」結局他人のエピソードだけになってしまう | 26:02 | 会議室                     |
| 6  | 4月9日        | ランジャタイ 暗黒時代のエピソードで打線を組む                                                            | 前回は他人のエピソードになってしまったので、今度こそ本人のエピソードを語る。「ランジャタイって使いやすいな」と思ってもらうのを目指す。 | 38:56 | 会議室                     |
| 7  | 4月11日       | ランジャタイ 番組グッズを作る 金属バット丸パクり                                                         | 「スマホケースのデザインを決めよう」結局金属バットの丸パクリになる | 3:53  | 会議室                     |
| 8  | 4月14日       | グッズ紹介 しないver.                                                                                    | グッズをいつまでたっても紹介しない回（TPラーメンいじりが始まる） | 6:20  | 会議室                     |
| 9  | 4月15日       | グッズ紹介 するver.                                                                                      | グッズを今度こそちゃんと紹介する回 | 17:34 | 会議室                     |
| 10 | 4月16日       | ランジャタイ 熱湯風呂に挑戦                                                                              | 国崎が変態スク水入道＋トイレにあった数珠（おそらくハワイのレイ）の格好で熱湯風呂に挑む。 | 13:40 | TP宅                       |
| 11 | 4月23日       | 現役JK奥森皐月コラボで伊藤大惨事                                                                         | ゲスト：奥森皐月「奥森皐月に褒めてもらおう」伊藤 大スベリ疑惑 | 10:34 | 会議室                     |
| 12 | 4月25日       | 【敗者復活最下位】ランジャタイ M-1グランプリ2020の敗因 100位と99位                                       | 「M-1で負けた理由を100位から発表していく」 | 11:03 | 会議室                     |
| 13 | 4月30日       | ランジャタイ M-1グランプリ2020の敗因 98位-1位                                                            | 「M-1で負けた理由を100位から発表していく」 | 16:42 | 会議室                     |
| 14 | 5月2日        | ランジャタイ伊藤の自宅公開 収録中に怪奇現象                                                              | 伊藤の家訪問。金属バットに頼まれ訪問するが…部屋に散らばるジャスティン、ひばりくん、響子ちゃんの遺影たち。響子ちゃんを埋める話。シャボン玉。壊れた検温機。成功者が買う大きさのテレビ。ネタパレに無理やり出た伊藤の話。めちゃくちゃ喋る目玉の親父人形の「楽しいのぅ」が室内に響き渡る。 | 21:24 | 会議室                     |
| 15 | 5月4日        | 国崎 フリップ芸を披露 ピンネタ                                                                           | 引き続き伊藤家。発掘された国崎の大喜利スケッチブック。国崎のフリップ芸。「スケバン毛ガニ」「Gパン食パン」を披露。 | 3:45  | 会議室                     |
| 16 | 5月7日        | ランジャタイ ネタ帳を大公開 M-1グランプリ作戦メモも                                                      | ランジャタイのネタ台帳発掘。結成当初から使っているタイトルのみのボロボロのネタ帳。「シャチ丸高校野球部」「UFO寿司屋ボノちゃん（曙関）」「もっちゃんとんこつラーメン」「サブちゃんと鼻くそ交換」「スッピン元祖こうちゃんず」「ジョージが来る」「チャーハンリーゼント」など。 | 5:15  | 会議室                     |
| 17 | 5月14日       | ランジャタイ先生が教える「金属バットのすベて」                                                           | 「金属バットを語っちゃおう」向こうがやってくれたのでお返しに。友保：カラスとエクステの子供。小林：巨大ブルドーザーのハンドルだった。 | 22:50 | 地下室                     |
| 18 | 5月14日       | ランジャタイと金属バット 2組が距離を縮めた夜の話                                                         | ランジャたいと金属バットの共演歴の中には伝説のライブが。「ごみぽんぽこラジオバンダリー（2018年２月）「金属バットno寄席（２０１９年５月）「滝多津子ライブ（寄席）」の話。馬鹿よあなたはの進藤さんとの揉め事。 | 8:33  | 地下室                     |
| 19 | 5月21日       | 【ボケなし】ランジャタイ 現役アイドルと真面目にトーク                                                    | ゲスト：沢口けいこさんとトーク。もういっちょファミリー沢口さんとトークをするが、途中途中に話に全く関係のない高橋英樹さんの写真が挟み込まれる狂気の回。蕎麦、肉まん、うどん、スイカ、夏野菜、愛犬などと一緒の高橋英樹さんの写真。途中から沢口さんも普通すぎるトークに警戒し始める。 | 12:50 | 地下室                     |
| 20 | 5月24日       | ランジャタイ M-1グランプリ決勝で着る衣装を発表                                                           | 賞レースの決勝で結果を残すため勝てる衣装のデザインを考える。「伊藤が髪型だけになった衣装」「全身タイツ」「たけしさんTシャツ」「異常デカスーツ」「Mの衣装」 | 10:06 | 会議室                     |
| 21 | 6月11日       | もしもランジャタイが同級生に転生して教室の隅で漫才しているのをクラスの女子に見られたら                   | 「弓矢」ネタ中の二人を見る奥森さん。奥森さんは出て行ってしまう。 | 5:01  | 会議室                     |
| 22 | 5月28日       | 芸人も干したら味が出るのか ランジャタイ伊藤の大喜利で検証                                                | 伊藤を干して大喜利の旨み部分を凝縮したらもっと面白くなるんじゃないか？テレ朝の屋上を両手を広げて駆け回る伊藤。ウッチャンナンチャンカードであおいで乾かす国崎。東京タワーに向かって大喜利をすることで急激に面白くなる伊藤。 | 14:32 | 地下室→屋上                |
| 23 | 6月4日        | 【ゴリラ漫画】ランジャタイ M-1グランプリ決勝用の漫才 マヂカルラブリーno寄席で話題のネタを解説            | ネタ「漫画家」を二人が動画を見ながら解説。いらないところを全部削ったら何も無くなる可能性が浮上。マヂラブ寄席の時のようにヤジ混みで参加したいと言い出す。 | 22:41 | 地下室                     |
| 24 | 6月18日       | 【チョコチップパン事件】金属バットの疑惑 ランジャタイが暴露                                              | チョコチップパン事件に迫る。「＜チョコチップパン事件＞金属バットとランジャタイの４人で６本入りのチョコチップパンを分けて食べたところ誰かが黙って２本食べた事件。※国崎が２本食べたことは皆知っている。」最終的に小林が犯人であると結論づける。 | 14:01 | 会議室                     |
| 25 | 6月25日       | 【UMA】ツチノコ探検隊が奇跡を起こす                                                                      | ツチノコを捕まえて賞金１億円ゲットを目指す。（博士＝国崎、助手＝伊藤 のテイ）様々なものをツチノコに間違える。最後は伊藤にツチノコ疑惑がかけられる。 | 19:54 | 公園                       |
| 26 | 7月2日        | ランジャタイ スタッフと対立して収録ボイコット                                                            | TPの声が被って番組が始められない。とランジャタイが文句を言い出す。TPラーメンが大きくいじられた回。二人がかりでひたすらTPを困らせる。 | 22:23 | 会議室                     |
| 27 | 7月9日        | ランジャタイ 漫才「さよならぽんぽんヨガ」永野MAD ver.                                                    | ネタの途中に永野さんの「ラッセン」を混ぜて欲しいとランジャタイが提案。実際にネタの途中から永野さんのネタと画像が侵食し始め、ランジャタイのネタが見えなくなっていく。永野さんの「くまさん」のくだりがフル尺で入って終了する悪夢のような回。 | 17:39 | 会議室                     |
| 28 | 7月16日       | ランジャタイ伊藤 収録中に姿を消す 国崎が必死の捜索                                                       | 伊藤幸司を探せ！マイク、シイタケ、傘、オタマ、こけし？などを見間違え、最後はおたまとマイクを合体させ伊藤を見つけたことになる。 | 10:19 | テレ朝屋上                 |
| 29 | 7月19日       | 【まとめ】ランジャタイ伊藤のそっくりさん                                                                 | ムーディなサクソフォンのBGMをバックに、伊藤に見間違われたものと伊藤の動画が展開するショートムービー。 | 1:00  |                            |
| 30 | 7月23日       | スタッフへの態度についての謝罪とお詫び                                                                   | 第26回での自分たちの態度を反省。謝罪と思いきや結局文句が続く。そんな中、湿度でカメラがどんどん曇っていき撮影が中断（演出でなく）TPラーメンギャグが完成しT Pがやらされる。 | 23:19 | 地下会議室                 |
| 31 | 7月29日       | 1個のアイスを巡ってランジャタイに亀裂                                                                    | アイス大好きな伊藤のいちばん好きなアイスを国崎に振る舞うが話を引き伸ばし国崎は一向に食べない。溶けて液体状になるアイス。 | 14:06 | ロケ車                     |
| 32 | 7月30日       | ランジャタイが変身 勝負服でおしゃれスナップを撮る                                                        | 最近雑誌撮影などでオシャレになってきたランジャタイ。自分が持っている勝負服を披露すると言うことで再集合すると伊藤は黒、国崎は白の全身タイツの二人が現れる。屋上で撮影する。後半から突如爽やかなBGMに乗せて全身タイツの二人のイメージビデオ風の映像になりそのまま終わる。 | 7:36  | 地下会議室 →屋上           |
| 33 | 8月1日        | ランジャタイ M-1グランプリ1回戦用の漫才「ラッセンに捧げる歌」                                            | 勝手にMー11回戦。シードで今年は2回戦からだが、1回戦をイメージしてネタを披露する。 | 3:38  | 地下会議室                 |
| 34 | 8月6日        | 【漫才】ランジャタイ 封印したボツネタで打線を組む                                                        | 伊藤家で見つかったネタ帳を見ながら過去のネタを振り返り打線を組む企画。 ①シャチ丸高校野球部 ②モノマネ（ポイズンガールバンド）③ケントくんシリーズ ④市川團十郎 ⑤オッス ⑥ダルビッシュ ⑦チャンペイチョンぺチャイ ⑧告白したら脳みそ見える | 23:30 | 地下会議室                 |
| 35 | 8月13日       | 【ランジャタイ漫才】牛丼屋 IMARU ビデ美ちゃん などボツネタの数々                                         | 伊藤家で見つかったネタ帳を見ながら過去のネタを振り返り打線を組む企画。⑨を決める。 | 15:30 | 地下会議室                 |
| 36 | 8月20日       | ランジャタイが本当に伝えたいお笑い                                                                       | 「ランちゃんのみんなでブギウギ」のタイトルコールで謎の動画が挿入され続けるイントロ。ウッチャンナンチャン、オール巨人師匠パネル、くしゃみと高橋英樹さん、バスケを英語（風）で説明する国崎など。シュール回。 | 10:09 | 地下室                     |
| 37 | 月27日        | ランジャタイ 収録前に食レポの練習 最悪の結果に                                                           | 食べるフリで食レポの練習をする。TPラーメンをいじりまくる。 | 20:15 | 会議室                     |
| 38 | 9月3日        | ランジャタイ 二度とやらない漫才 国崎誕生日企画                                                           | 国崎34歳誕生日。小さいパーティー帽の二人。特製芋ケーキでお祝い。「やったことのない漫才」を作る。完全にキュウの漫才になる。 | 12:28 | 会議室                     |
| 39 | 9月10日       | 【閲覧注意】アイドルが見た悪夢                                                                           | 沢口けいこさんがランジャタイの夢を見る回。映像がサイケデリックに加工されており非常にシュールな作り。国崎のスマホ内の永野さんの画像が延々表示される。狂気回。 | 8:12  | 会議室                     |
| 40 | 9月16日       | ランジャタイ 漫才「市川團十郎」没ネタの代表作                                                            | 没ネタ打線四番目の「市川團十郎」を披露。 | 3:37  | 地下会議室                 |
| 41 | 9月17日       | 【その子が全てだった…】ランジャタイが「初恋＆初彼女＆初デート」を語ります                                | 軽快なジャズをBGMに床に座った二人が恋話を話す。 | 11:53 | 会議室                     |
| 42 | 9月19日       | 【ファンと付き合ったことある？】ランジャタイに禁断の質問                                                 | アニメの話ばかりする二人をTPが叱る。 | 12:49 | 会議室                     |
| 43 | 9月23日       | M-1グランプリ2021 決勝進出者発表リハーサル                                                               | 決勝進出者発表の時のリハーサルをする。呼ばれても無反応。浜口浜村で大喜びする。「や団が一番面白い」「なかしが一番面白い」 | 8:56  | 会議室                     |
| 44 | 9月24日       | 【不合格ver.】M-1グランプリ2021 決勝進出者発表リハーサル                                                 | ちゃんとやらなかったのでもう一回。敗者復活バージョン。 | 12:50 | 会議室                     |
| 45 | 9月27日       | 【セール告知】ランジャタイもういっちょ 撮影の裏側                                                        | グッズセール告知 国崎がひたすらオナラするショート動画。 | 0:57  | 会議室                     |
| 46 | 9月30日       | 【オーダーメイド漫才】5つの指定ワードをネタに入れ込む                                                    | アドリブが得意なランジャタイならフリースタイルラップのようにできるのか？「フライドポテト」「AirPods（二人は知らない）」「東京タワー」「飛行機」「なめこ」とお題が出され、この５つを取り入れた漫才を披露。「地上波は無理だと思う」とTPに言われる。 | 10:42 | 会議室                     |
| 47 | 10月8日       | ランジャタイ ✕ かくれんぼ 伊藤が行方不明                                                                 | かくれんぼを始めたら伊藤が見つからなくなる（思い切り見えているが）伊藤の謎の柄の靴下が披露される回。謎な柄で謎の長さの靴下に国崎爆笑。「お前ヒソカやんけ」 | 12:46 | 会議室                     |
| 48 | 10月15日      | 【作業用BGM】ランジャタイもういっちょのテーマ                                                            | ランもうのテーマソングフルバージョン | 9:50  | 会議室                     |
| 49 | 10月22日      | ランジャタイ 楽屋隠し撮り映像 本性を暴く                                                                 | 隠し撮り風。スタッフさんへの感謝を白々しく話し続ける二人。 | 11:33 | 地下会議室                 |
| 50 | 10月29日      | ランジャタイ 言われて傷ついた言葉で打線を組む                                                            | 以前テレ朝中の湿気が集まった部屋（#30)で収録。ランジャタイでなく他人のエピソードばかり出す。全員ソニーになる。１〜６：モダンタイムスとしみつ「アンタとのSEXは組体操」、７：だーりんず松本リンス「あいつは髪型で人生８割損しとる」、８：中山亮「才能はありません」、９：や団本間キッド単独ライブ「一人芝居座高円寺」２５０キャパで取り置き５枚 | 16:46 | 地下会議室                 |
| 51 | 11月5日       | ランジャタイが震えた ソニー芸人たちの名言集                                                              | 前回言われて傷ついた言葉が全てソニー芸人になってしまったが悲しい話を全部を笑いにするソニー芸人の凄さに改めて気づく。 | 12:12 | 地下会議室                 |
| 52 | 11月12日      | 【M-1グランプリ対策】何があっても絶対にテレ朝にたどり着く                                                | 絶対にテレ朝にたどり着くランジャタイ！と題してM-1決勝が行われるテレビ朝日にどこからでもたどり着けるように練習をする。河原に放置される二人。途中途中で「人糞以上の糞」を発見する国崎。何時間も経過してたどり着いたのは白塗りで白い全身タイツの伊藤と、ボブヘアのカツラと化粧をした国崎。「嬉しいです」と言って終わる。シュール回。 | 7:21  | 多摩川                     |
| 53 | 11月18日      | 【伊藤誕生日】祝！M-1グランプリ2021準決勝進出 相方の好きなところを20個発表！伊藤ちゃん激怒の理由とは！？ | 伊藤36歳の誕生日を祝う。国崎がhappy birthday！と言っているプレートのついたケーキが贈られて怒る伊藤。国崎越しのTPが発注したと言うことでより怒る伊藤。自分の良いところを２０個言って欲しい伊藤。船場吉兆状態でTPが言うことしか言わない国崎。そのまま暗転していき、国崎メインの画像に映り込む伊藤のアップがクローズアップされて行く。 | 13:18 | 地下会議室                 |
| 54 | 11月26日      | 弓矢 本当に打ちたくなくなくなくなくな〜い？                                                              | 本物の弓道場で弓道体験。一投目で的に当たる国崎。おふざけなしのマジメ回。 | 19:06 | 大田区弓道連盟大田第一支部 |
| 55 | 12月2日       | 【M-1グランプリ決勝】漫才出番を決める「笑神籤」で呼ばれたときの練習                                      | M-1決勝のシミュレーション。「笑神籤」で呼ばれたときの練習をする。「笑神籤のポイント」①呼ばれたらちゃんと行く②呼ばれる前に行かない③友達が呼ばれてもついて行かない。 | 11:13 | 地下会議室                 |
| 56 | 12月3日       | 【M-1グランプリ決勝】せり上がり＆階段下りの練習                                                          | M-1決勝のシミュレーション。せり上がり＆階段下りの練習を裏階段らしき場所で行う。「階段降りのポイント」①2人で揃って降りてくる ②立ち止まらない ③折り返さない ④せり下がらない | 1:51  | 地下会議室＆（裏？）階段   |
| 57 | 12月5日       | 【M-1グランプリ決勝】ネタ終わりのコメント練習                                                            | M-1決勝のシミュレーション。「ネタ後コメントのポイント」今田さん次第 | 4:34  | 地下会議室                 |
| 58 | 12月10日      | 【M-1グランプリ決勝】敗退コメントで爪痕を残す練習                                                        | M-1決勝のシミュレーション。「敗退コメントのポイント」①必ずコメントする ②オナラをしない | 3:08  | 地下会議室                 |
| 59 | 12月17日      | 【M-1グランプリ】最終決戦の練習「優勝者は…CMのあと！                                                     | M-1決勝のシミュレーション。「優勝者発表（CM前）のポイント ①心配される倒れ方をしない ②CM明けまでに立ち上がる | 1:53  | 地下会議室                 |
| 60 | 12月19日      | なぜランジャタイは国民最下位をとったのか？【ランジャタイもういっちょ ✕ M-1グランプリ2021】               | M-1決勝に向けてランジャタイの良さをアピールしたスタッフさん渾身の力作ムービー。今までのランジャタイの名シーンとコメントが散りばめられたエモムービー。 | 2:19  |                            |
| 61 | 12月24日      | 【感動】タイムカプセルを埋めて1時間後に掘り起こす                                                        | 自分の思い出の品を埋めて1時間後に掘り起こし懐かしむ企画。国崎はモダンタイムスが定期的に行っているイベント「としかわトーク」の3時間以上に及ぶライブを再生した状態のスマホ。伊藤は蜂蜜と大好きなダイの大冒険。（埋める箱の中に伊藤こけしが発見され怒る伊藤）。1時間後に掘り起こすと、1時間過ぎても「としかわトーク」はまだオーピニングトークが続いていた。 | 12:53 | 河川敷                     |
| 62 | 12月31日      | ランジャタイ 歴史と伝統のラーメンを食べに行く その1                                                      | ついに因縁のTPラーメンを新横浜ラーメン博物館に食べに行くランジャタイ。TPラーメンの歴史や高すぎるグッズを堪能。八ちゃんラーメンで博物館の実力を確認。チャーハンとラーメンを堪能。 | 16:59 | 新横浜ラーメン博物館       |
| 63 | 2022年1月2日  | ランジャタイ ラーメンを食べる前に恋するスイーツ                                                          | 喫茶＆すなっくKeteko にて伊藤は恋するソフトクリーム、国崎はチョコレートパフェを楽しむ。 | 8:16  | 新横浜ラーメン博物館       |
| 64 | 1月3日        | ランジャタイ VS. TPラーメン 決戦の時                                                                     | もう一度八ちゃんラーメンを訪れる2人。ちかっぱラーメン、ワンタンメン、チャーハン、ミニ餃子をいただく。お腹がいっぱいでTPラーメン（来来軒）に行けないと言い出す。結局TPラーメンは食べずに終わる。 | 6:49  | 新横浜ラーメン博物館       |
| 65 | 1月7日        | それじゃあ さようなら【ランジャタイもういっちょ 最終回】                                                 | 大人気探検隊シリーズ。「川辺の生き物を探そう」と散策する2人。声に導かれ藪の中に入った国崎が出て来なくなる。「ぼくはここまでです。木の養分となって足に根が生えて動かなくなりました。」「ここから動けそうにありません。伊藤さん僕の分までいろんなところに行って生きてください」「TP娘さんを可愛がって楽しく暮らしてください」「カメラマンさんありがとう」「それじゃあ眠たくなってきました」と木に取り込まれて行く国崎。伊藤の説得も虚しく消えてく。伊藤もこの木とともに生きて行く決心をする。木に引き摺り込まれる伊藤。暗転して終了。 | 14:35 | 河川敷                     |
| 66 | 1月14日       | 「パチン」集めました【ランジャタイもういっちょ おまけ】                                                  | 「パチン」をやるとスタッフから喜ばれると知り実践する国崎の動画を集めた回。（パチン（同期）：複数のカメラを使用している場合映像と音声を同期させるために手を叩き編集点を作る行為。） | 7:38  |                            |
| 67 |               | | 非公開動画のため利用不可 |       |                            |